# Carina Berg

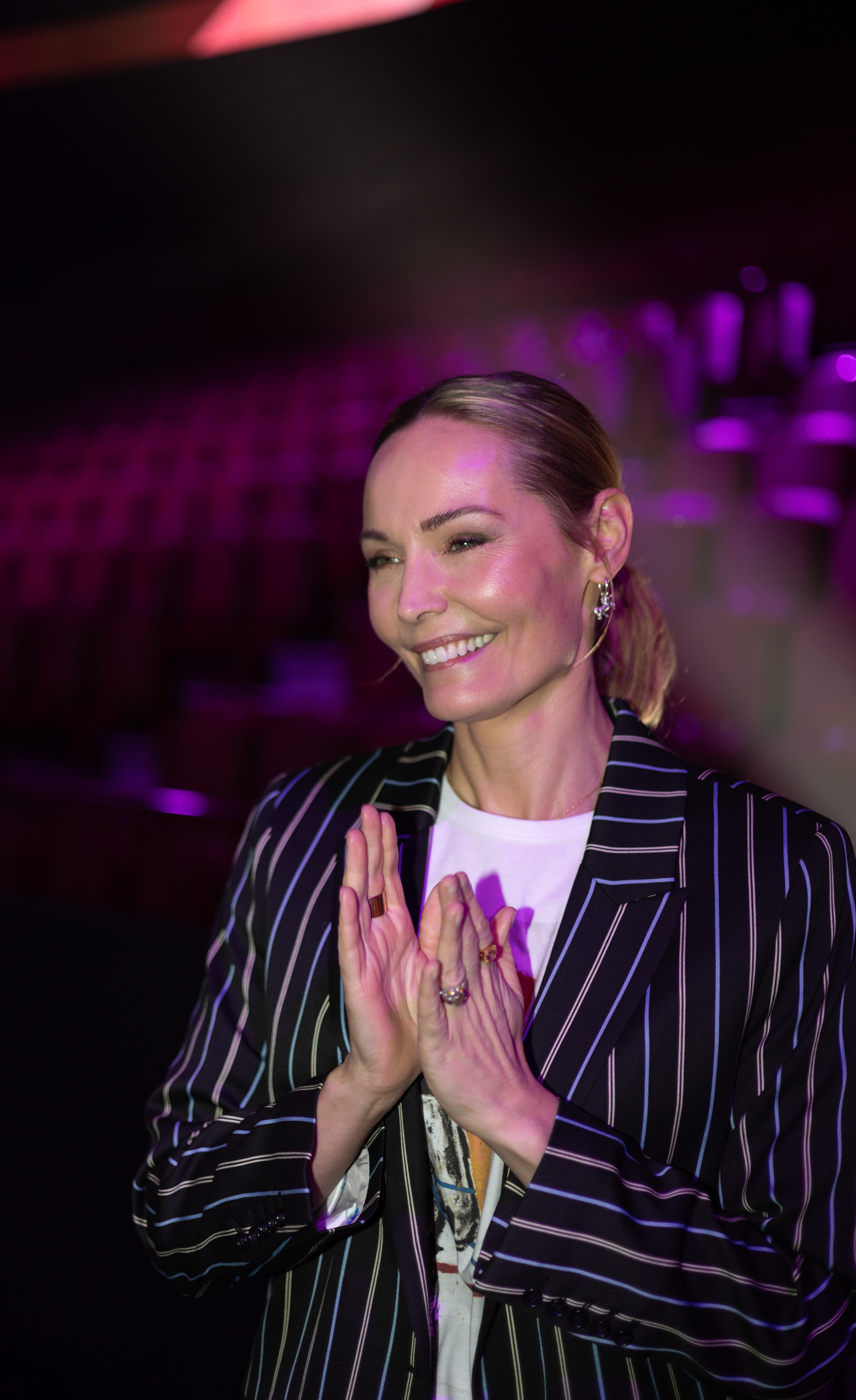
Carina Berg (2024)

Carina Lilly Berg, früher Luuk (* 1. November 1977 in Österåker) ist eine schwedische Hörfunk- und Fernsehmoderatorin.

## Biografie

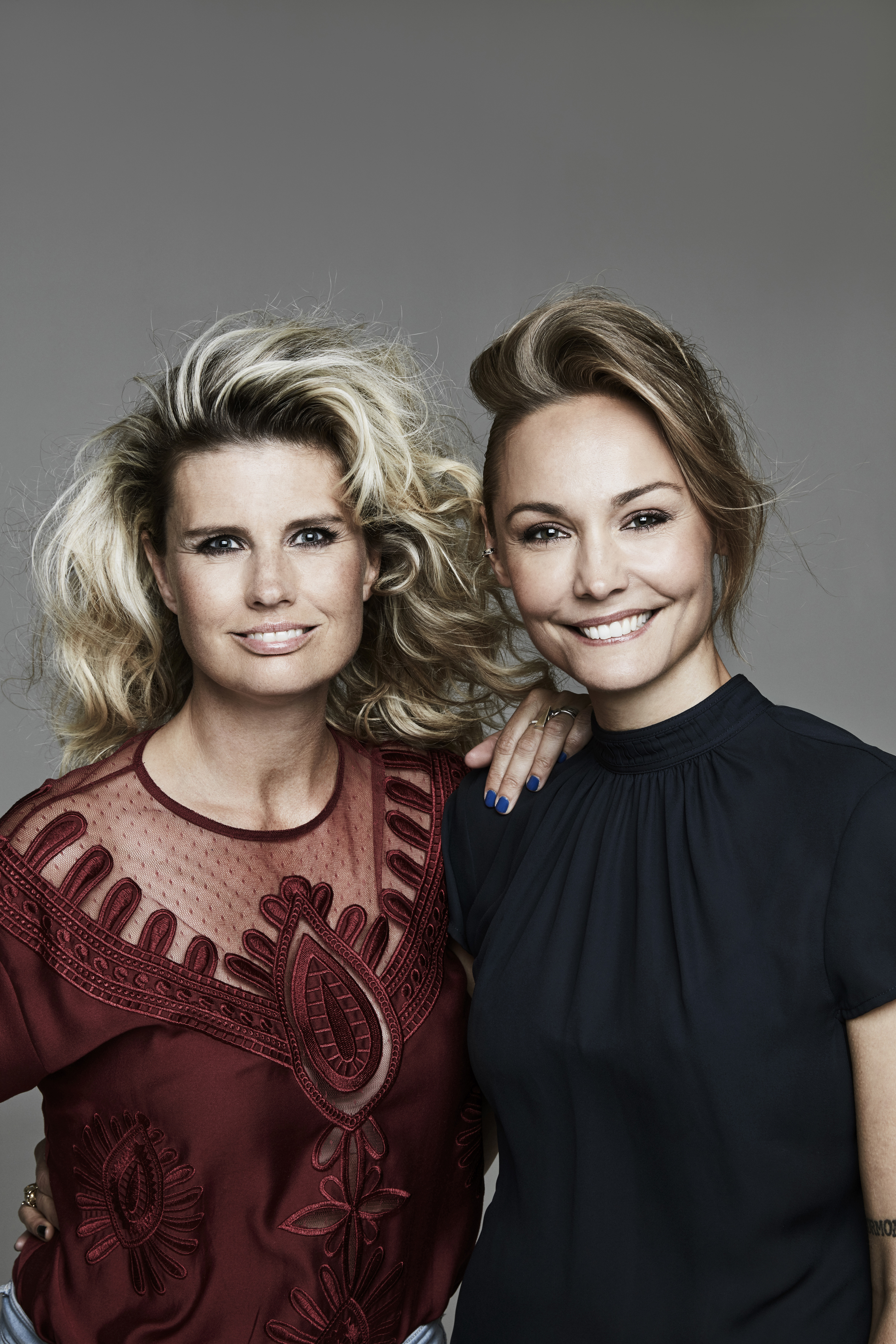
Christine Meltzer und Carina Berg (v. l. n. r., 2016)

Berg wuchs in Åkersberga auf und ging auf das Danderyds Gymnasium, mit Fokus auf den Bereich Ästhetik. An der Kaggeholms folkhögskola studierte sie im Bereich Radio. Ihre Karriere im Radio begann mit der Moderation der Morgensendung Morgonpasset auf Sveriges Radio P3, die sie von Juli 2003 bis März 2005 an der Seite von Peter Erixon moderierte. Zudem war sie in der Radiosendung Lantz i P3 als Sidekick von Annika Lantz zu hören. Bereits 2004 war sie bei SVT als Reporterin des CP-magasinet zu sehen, ehe sie im Folgejahr Teil des Moderationsduo der Talkshow God natt, Sverige bei TV4 wurde. In diesem Zug verließ sie Morgonpasset, ihre letzte Sendung moderierte sie am 22. März 2005, die erste Ausgabe der Talkshow wurde am 12. April 2005 gesendet.
Die nach ihrer Idee entstandene Sketchshow Lilla vi (tar stor plats...), die auch von Berg moderierte wurde, wurde 2006 auf TV4 ausgestrahlt. Ein weiteres Engagement erhielt sie von TV4 ein Jahr später, als sie die Talkshow Förkväll moderierte. Im selben Jahr moderierte sie gemeinsam mit Carolina Gynning die Castings und Halbfinale von Idol. Die im Herbst 2008 bei TV4 ausgestrahlte Sendung Stjärnor på is moderierte beide ebenfalls gemeinsam. Weiterhin war sie 2009 die Moderatorin von Snillen Snackar, einer Unterhaltungssendung, die ebenfalls auf TV4 ausgestrahlt wurde. ein 2008 und 2009 war sie beim Radiosender Mix Megapol zu hören und moderierte dort an der Seite von Daniel Breitholtz die Sendung Äntligen helg med Breitholtz och Berg. Beide wirkten 2010 und 2011 an der Webradioshow Yourlife mit. Ebenso 2008 startete die Sendung Berg flyttar in. In der auf TV4 ausgestrahlte Sendung zog Berg zu verschiedenen Prominenten, um sich ein Bild von deren Alltagen zu machen. Die insgesamt fünf Staffeln umfassende Sendung wurde bis 2012 ausgestrahlt. Die schwedische Version von The Voice moderierte sie 2012 ebenso.
Im selben Jahr wurde bekannt, dass Berg zu Kanal 5 wechselte. Dort moderierte sie 2013 eine weitere Talkshow namens Bergs bärbara talkshow. Gemeinsam mit Christine Meltzer war sie ab 2014 in der Sendereihe Berg & Meltzer zu sehen, die verschiedene Sendungen umfasste. Die jährlich stattfindende Preisverleihung Kristallen wurden 2016 von Berg und Meltzer moderiert. Seit 2016 ist Berg als Moderatorin der Spendengala Barncancergalan: Det svenska humorpriset aktiv. Die jährlich stattfindende Gala sammelt Spenden für Kinder, die an Krebs erkrankt sind. 2018 und 2019 war sie zudem mit Helt Perfekt und Sommaren med släkten in zwei Fernsehserien in Nebenrollen zu sehen. Gemeinsam mit ihrem Ehemann wurde Berg 2019 und 2020 bei der Suche nach ihrem Sommerhaus in der Reality-Show Bergs drömkåk begleitet. Im August 2023 machte sie publik, das sie Kanal 5 nach zehn Jahren verlässt. Am 12. Januar 2024 gab SVT bekannt, dass Carina Berg die Moderation des schwedischen ESC-Vorentscheids Melodifestivalen 2024 übernehmen wird.

### Privates
Berg heiratete 2008 Kristian Luuk, den sie 2005 bei der gemeinsamen Moderation der Talkshow God natt, Sverige kennenlernte. Gemeinsam haben sie seit September 2009 einen Sohn namens Holger. Das Paar reichte 2016 die Scheidung ein. Seit Dezember 2018 ist Berg mit Erik Berg (gebürtig Erik Johansson) verheiratet und hat mit einem am 28. Dezember 2019 geborenen Sohn namens Otto und einer 2021 geborenen Tochter namens Juno Karin Elsa zwei Kinder. Die Beziehung mit Johansson wurde im Herbst 2017 publik. Das Paar lebt in Stockholm.

## Film und Fernsehen

### Moderation

#### Fortlaufend/Aktuell
- seit 2016: Barncancergalan: Det svenska humorpriset, Kanal 5
- 2024: Melodifestivalen, SVT

#### Einmalig/Ehemals
- 2004: CP-magasinet, SVT
- 2005: God natt, Sverige, STV
- 2006: Lilla vi (tar stor plats...), TV4
- 2006–2007: Förkväll, TV4
- 2007: Idol, TV4
- 2008: Stjärnor på is, TV4
- 2009: Snillen snackar, TV4
- 2012: The Voice, TV4
- 2013: Bergs bärbara talkshow, Kanal 5
- 2016: Kristallen, Kanal 5

### Darsteller
- 2008–2012: Berg flyttar in, TV4
- 2014: Berg & Meltzer i Amerika, Kanal 5
- 2015: Berg & Meltzer i Europa, Kanal 5
- 2015: Ett jobb för Berg, Kanal 5
- 2019–2020: Bergs drömkåk, Kanal 5

## Radio

### Moderation
- 2003–2005: Lantz i P3, Sveriges Radio P3
- 2003–2005: Morgonpasset, Sveriges Radio P3
- 2008–2009: Äntligen helg med Breitholtz, Mix Megapol
- 2010–2011: Yourlife

## Auszeichnungen
- 2009: Kristallen in der Kategorie Beste Fernsehmoderatorin[11]
- 2015: Kristallen in der Kategorie Beste Fernsehmoderatorin, gemeinsam mit Christine Meltzer[14]